# Zevulun Orlev
Zevulun Orlev (hebrejsky: זבולון אורלב‎, narozen 9. listopadu 1945) je izraelský politik a bývalý předseda Národní náboženské strany. V letech 2003 až 2004 byl členem izraelské vlády, v níž zastával post ministra sociální péče a sociálních služeb. V letech 1999 až 2013 zastával post poslance Knesetu za strany Židovský domov a Národní náboženská strana. Orlev je vyznamenaný válečný hrdina; za jeho chrabrost během jomkipurské války mu byla udělena medaile Za zásluhy.

## Biografie
Narodil se v Rechovotu ještě za dob britské mandátní Palestiny. Vystudoval sociologii na Hebrejské univerzitě v Jeruzalémě a pedagogiku na Morešet Ja'akov College. Během své povinné vojenské služby u Izraelských obranných sil dosáhl hodnosti četaře a za svou chrabrost během jomkipurské války mu byla udělena medaile Za zásluhy. Později pracoval jako generální ředitel na ministerstvu pro náboženské záležitosti a na ministerstvu školství a kultury. Společně se svou ženou Ninou žije v jeruzalémské čtvrti Givat Mordechaj. Společně mají čtyři děti.

### Politická kariéra
Poslancem byl poprvé zvolen ve volbách v roce 1999, v nichž kandidoval za Národní náboženskou stranu. Svůj poslanecký mandát obhájil i v následujících volbách v roce 2003, po nichž byl jmenován ministrem sociální péče a sociálních služeb ve vládě premiéra Ariela Šarona. Během stranické krize, způsobená Šaronovým plánem na jednostranné opuštění Pásma Gazy, Orlev vedl tu část strany, podle níž bylo lepší volbou zůstat ve vládě, spíše než ji opustit. V důsledku toho označil Orleva předseda strany Efrajim Ejtam „mejmadnikem.“ Když Ejtam a Jicchak Levy opustili v roce 2004 vládu, odmítl Orlev a řada poslanců strany učinit totéž. Orlevovi se podařilo převzít kontrolu nad stranou, což vedlo k odchodu Ejtama a Levyho, kteří založili Obnovenou národní náboženskou sionistickou stranu (později Achi), která se následně připojila k Národní jednotě.
Svůj poslanecký mandát obhájil ve volbách v roce 2006. V roce 2008 vystoupil v Knesetu s projevem francouzský prezident Nicolas Sarkozy, jehož slova Orlev okomentoval následovně:
| „                                                             | Sarkozy by zde měl zůstat o něco déle, aby se naučil něco o historii, zejména, že Jeruzalém nikdy nepatřil islámu, ale jen Židům. Měl by se také učit zeměpisu a navštívit Sderot a dočasné tábory židovských vyhnanců z Guš Katif, než začne navrhovat další vyhnání a ústup do hranic z roku 1967. (…) Jeho přátelství k Izraeli musí být založena na těchto dvou poučeních | “ |
| — Zevulun Orlev v reakci na projev Nicolase Sarkozy v Knesetu | |   |

Před následujícími volbami v roce 2009 byla Národní náboženská strana rozpuštěna a její členové přešli do nově vzniklé strany Židovský domov. Na její kandidátní listině získal Orlev druhé místo a v následujících volbách tak opět obhájil svůj mandát.
V roce 2009 Kneset projednával zákon, navržený Orlevem, podle něhož by byl trestně stíhán každý, kdo by popíral, že je Izrael židovský a demokratický stát. Zákon prošel v prvním čtení.